# ال آبرا

ال آبرا

ال آبرا یک محوطه پژوهشی و باستان‌شناسی در کشور کلمبیا واقع در آمریکای جنوبی است که از نظر بررسی انسان‌های نخستینی که وارد قاره‌های آمریکا شده‌اند شایان توجه است. در سال ۱۹۶۷ میلادی در غارهای این منطقه بقایای استخوان انسان و زغال کشف شده‌است. پژوهش بر روی این آثار بدست آمده ثابت نمود که ال آبرا زیستگاه انسان در دوران بیش دوازده هزار سال پیش از میلاد بوده‌است. در این غارها نقش‌های نمادین انسان بر روی سنگ نیز دیده می‌شود.